# Innere Neustadt

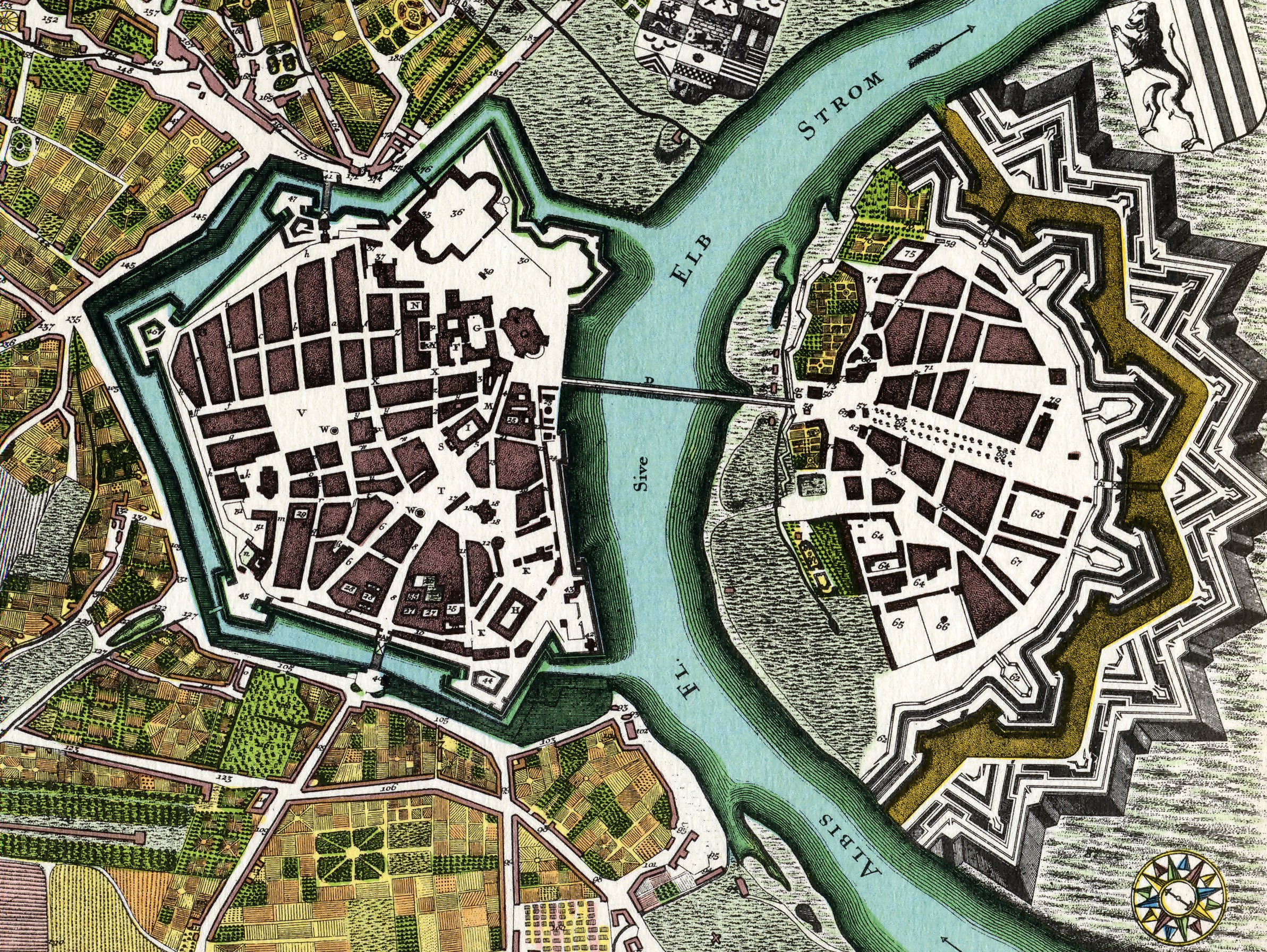
Die Stadtfestung Dresdens um 1750 – rechtselbisch die Neue Königliche Stadt

Die Innere Neustadt ist ein Dresdner Stadtteil im Stadtbezirk Neustadt. Der Name leitet sich ab von der „Neuen Königlichen Stadt“, dem bis 1732 nach einem Stadtbrand wiederaufgebauten Stadtteil Altendresden. Im Gegensatz zur Äußeren Neustadt befand sich der Kern der Inneren Neustadt innerhalb der Stadtfestung und wird daher auch als historische Neustadt bezeichnet. Sie gilt als einer der Gründungsorte des historischen Dresdens.

## Lage
Die Innere Neustadt liegt in der Gemarkung Neustadt gegenüber der Inneren Altstadt und wird von der Elbe in einem Bogen umflossen. Vier Brücken (Albert-, Carola-, Augustus- und Marienbrücke) verbinden den Stadtteil mit dem südlichen Ufer. Die Straßen, die über die Brücken führen, durchqueren die Innere Neustadt und laufen auf den Albertplatz zu. Dieser befindet sich am nördlichen Ende des Stadtteils und ist der Fokus fast aller wichtigen Straßen.

## Nachbarstadtteile
| Leipziger Vorstadt   | Äußere Neustadt                             | Radeberger Vorstadt |
| Friedrichstadt       | Kompassrose, die auf Nachbargemeinden zeigt | Johannstadt         |
| Wilsdruffer Vorstadt | Innere Altstadt                             | Pirnaische Vorstadt |

## Kultur und Bauwerke

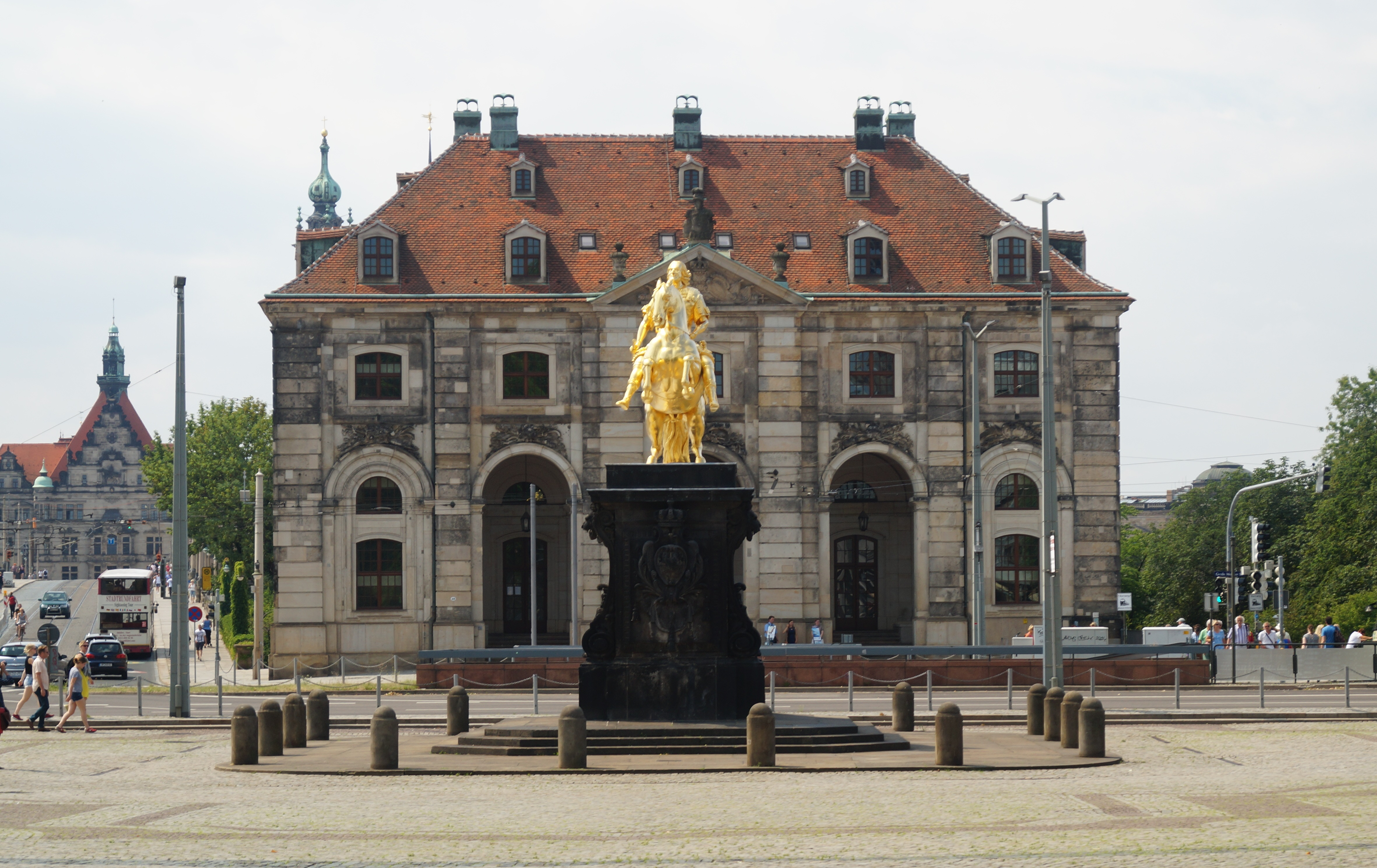
Blockhaus und Reiterstandbild „Goldener Reiter“

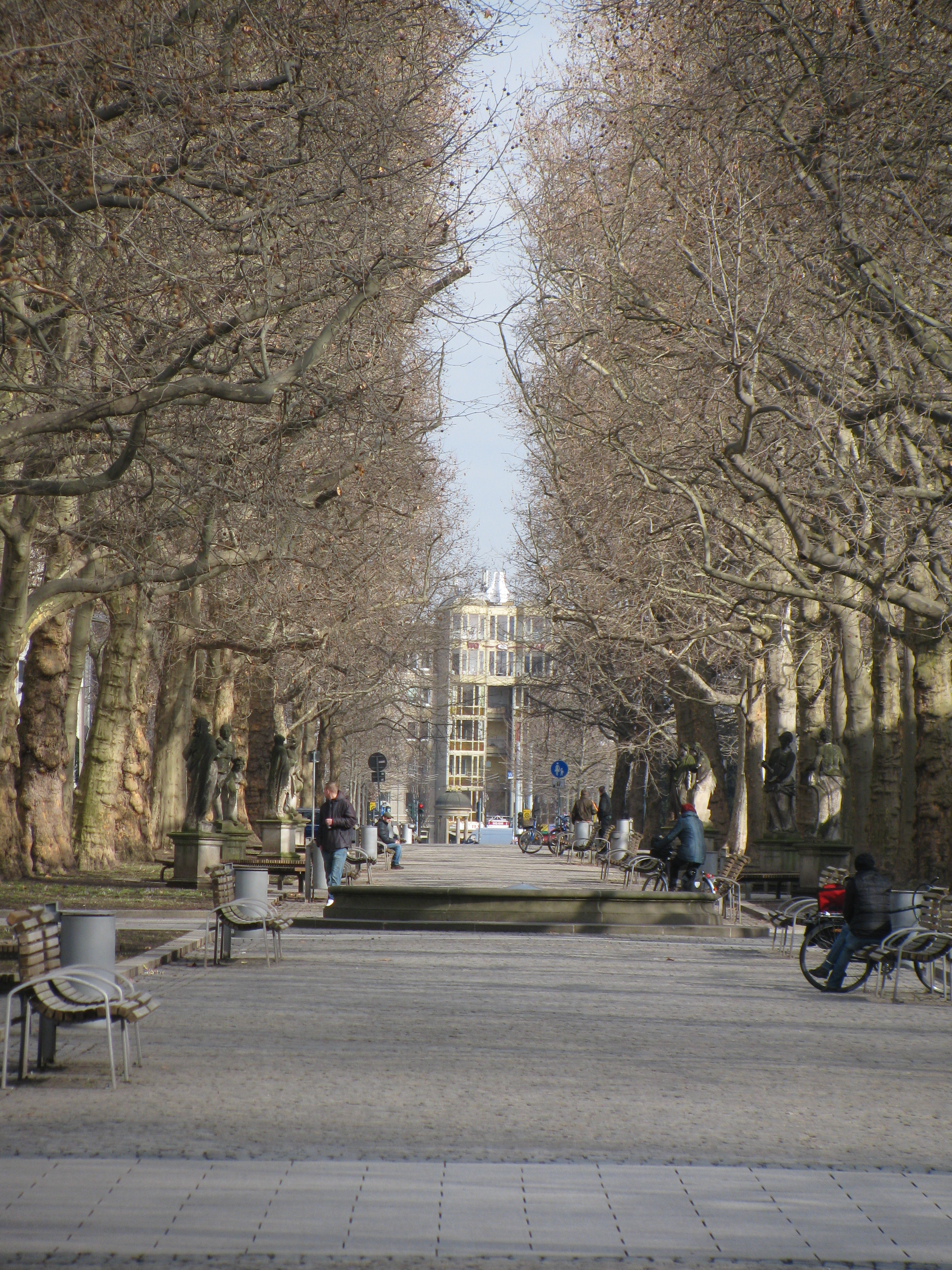
Die Hauptstraße bildet eine Blickachse vom Goldenen Reiter zum Albertplatz

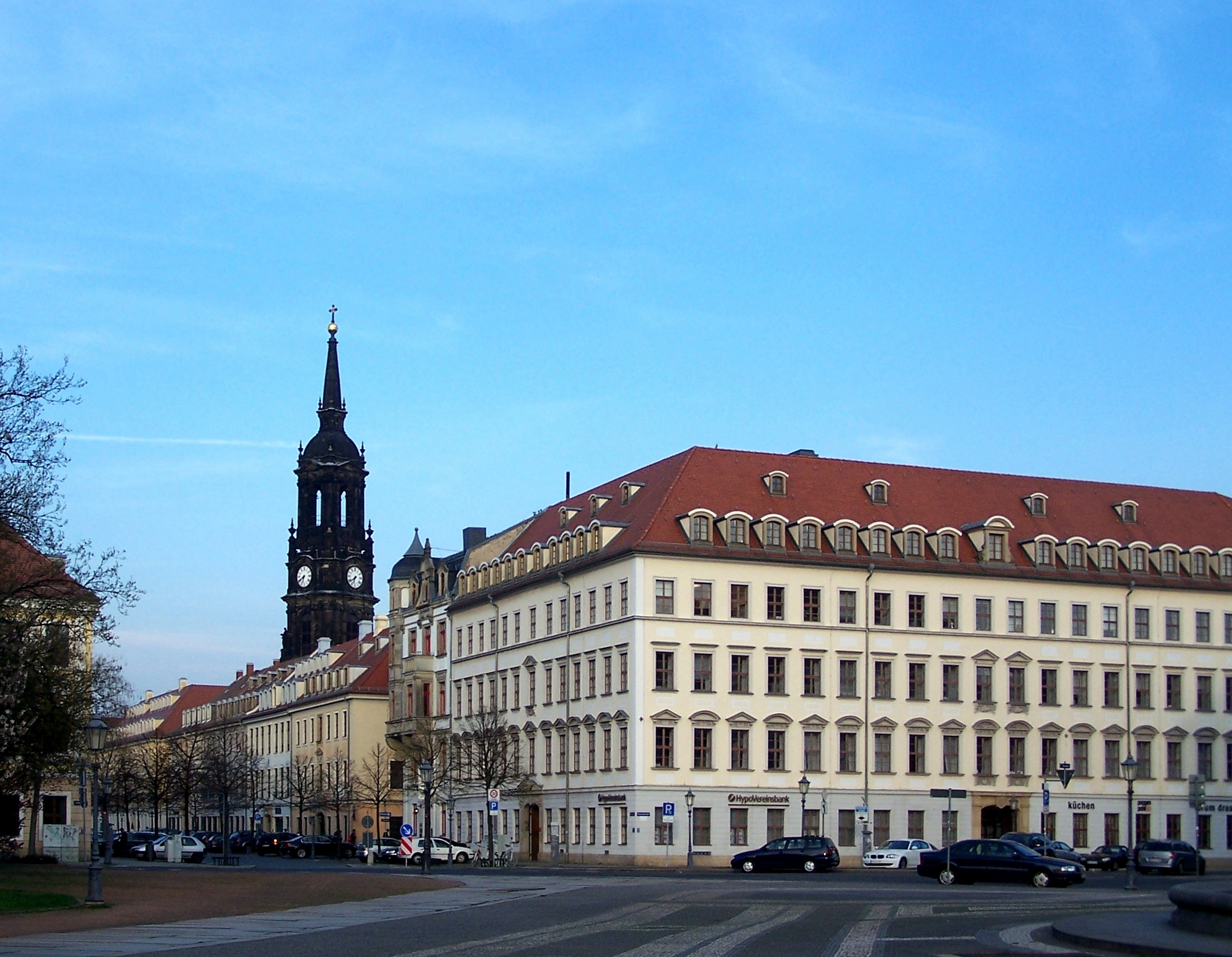
Dreikönigskirche am Palaisplatz

Siehe: Liste der Kulturdenkmale in der Inneren Neustadt
Im Dresdener Stadtteil Innere Neustadt liegen mehrere Kultureinrichtungen, Museen Dresdens und denkmalgeschützte Gebäude, wie z. B. das August dem Starken gewidmete Reiterstandbild „Goldener Reiter“ auf dem Neustädter Markt und das unmittelbar an der Auffahrt zur Augustusbrücke liegende Blockhaus. Am Albertplatz befindet sich das Erich-Kästner-Museum, im Japanischen Palais das Museum für Völkerkunde. An der Hauptstraße steht das Kügelgenhaus – Museum der Dresdner Romantik, in der Rähnitzgasse befindet sich das Kunsthaus Dresden. Unweit davon befindet sich das Societaetstheater.
Der Jägerhof ist das Domizil des Museums für Sächsische Volkskunst und der Puppentheatersammlung der Staatlichen Kunstsammlungen.
Neben dem Dresdner Stadtfest, das auch vor allem auf der Hauptstraße ausgetragen wird, finden im Sommer die Filmnächte am Elbufer auf den Neustädter Elbwiesen statt.
Auch in der Inneren Neustadt befinden sich zahlreiche für Dresden bedeutsame Gebäude. Der Wiederaufbau des Stadtteils bis 1732 wurde im barocken Stil durchgeführt. Barocke Bürgerhäuser befinden sich bis heute hauptsächlich im Barockviertel Königstraße. Eines der seit 1733 unveränderten Gebäude ist die Nr. 15 der Großen Meißner Straße. Der geschichtsträchtige Gebäudekomplex, der die Kriegsverwüstungen unbeschadet überstanden hat, bildet den Mittelteil des Hotels Bellevue.
An der Hauptstraße steht die Dreikönigskirche; sie war von 1990 bis 1993 Sitz des Sächsischen Landtags. Entlang des Elbufers erstrecken sich die Regierungsgebäude des Regierungsviertels und das Japanische Palais. Markant ist der Bogenschütze im Staudengarten am Neustädter Elbufer.
Das Reiterstandbild „Goldener Reiter“, eines der Dresdner Wahrzeichen, befindet sich auf dem Neustädter Markt. Folgt der Besucher der durch die Innere Neustadt führenden „Hauptstraße“, so trifft er am Albertplatz auf den dort sprudelnden Artesischen Brunnen. Dazwischen befindet sich an der querenden Metzer Straße das zum Zeitpunkt seiner Eröffnung größte, automatischen betriebene Parkhaus sowie direkt gegenüber die Neustädter Markthalle.
Am Neustädter Markt befand sich bis zur Zerstörung  bei dem anglo-amerikanischen Bombenangriff auf Dresden am 13. Februar 1945, das große Neustädter Rathaus. Nach seiner Zerstörung wurde es nicht wieder aufgebaut,  stattdessen wurde das Grundstück zum Bau von Plattenbauten für Wohnzwecke und Ladengeschäfte genutzt. Eine eigens dafür gegründete Initiative hat sich den Wiederaufbau des Rathauses und die Wiederherstellung des Neustädter Marktes zum Ziel gesetzt. Am nicht mehr existenten Beaumontplatz lag das 1728 von Knöffel für General Graf Wackerbarth als Ritterakademie errichtete Palais Wackerbarth, dessen Ruine 1962/1963 abgerissen wurde. Ihm gegenüber befand sich in Richtung Carolaplatz Sarrasanis 1912 eröffnetes „Circus-Theater 5000“.

## Verkehr

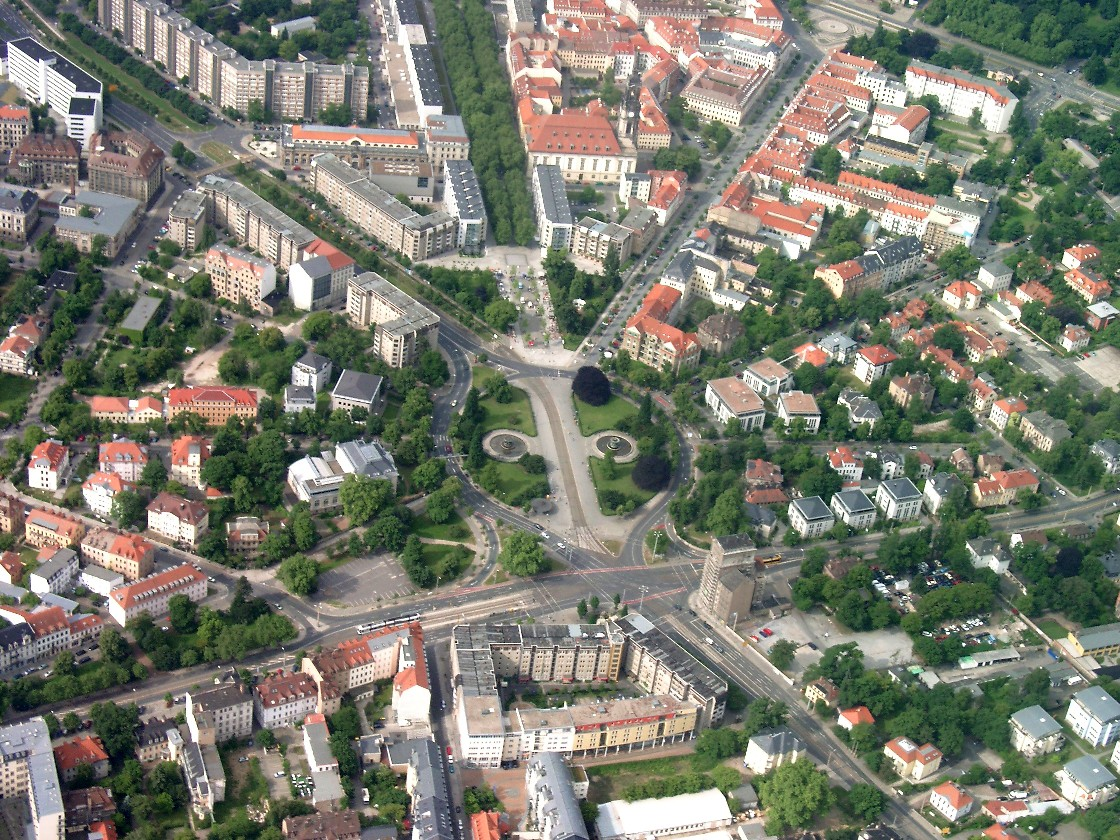
Luftbild des Albertplatzes Sommer 2005, Blick in Richtung Elbe

Die wichtigen Straßen sind die Hauptstraße (eine Fußgängerzone) in Verlängerung der Augustusbrücke, die Albertstraße in Verlängerung der Carolabrücke und die Königstraße. Weitere wichtige Straßen sind die Antonstraße (die Verlängerung der Marienbrücke) und die Bautzner Straße. Im Straßenzug, der die Brückenvorplätze ufernah miteinander verbindet, sind die Köpckestraße und die Große Meißner Straße von herausragender Bedeutung.
Auf zwei ostwestlich und drei nordsüdlich verlaufenden Trassen verkehren insgesamt acht Straßenbahnlinien der Dresdner Verkehrsbetriebe durch den Stadtteil. Wichtigste Haltestelle ist der Albertplatz. Bis auf die Linie 81, die die Innere Neustadt am Bahnhof Neustadt tangiert, bedienen keine Stadtbuslinien, sondern nur Regionalbuslinien den Stadtteil.
Westlich wird die Innere Neustadt durch den Bahndamm der Ferneisenbahnstrecke nach Leipzig begrenzt. Der Bahnhof Dresden-Neustadt im Nordwesten des Stadtteils ist ein Fernbahnhof.

## Wirtschaft und Behörden

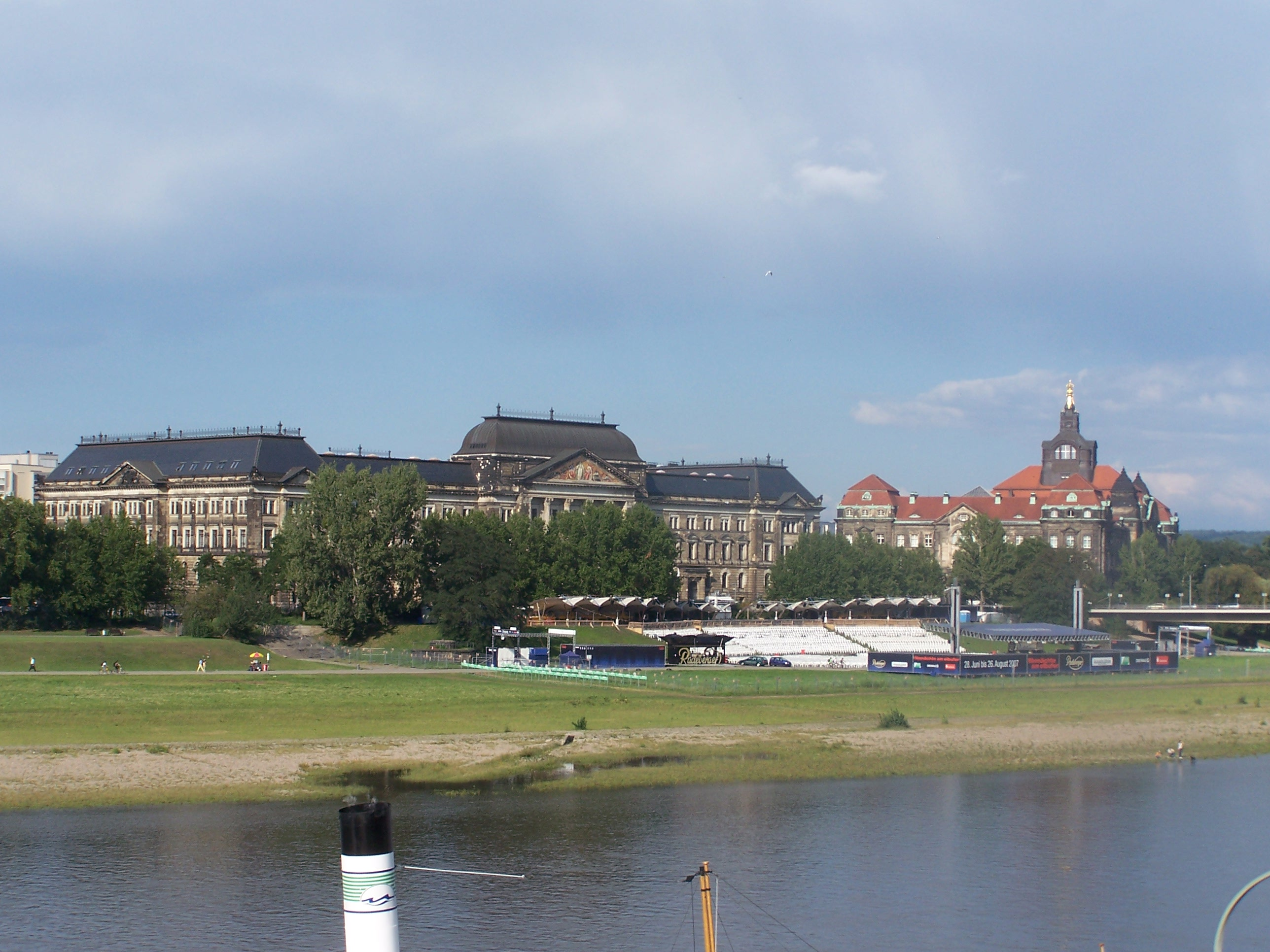
Regierungsviertel mit Finanzministerium und Staatskanzlei

Wichtigste Wirtschaftszweige in der Inneren Neustadt sind die Gastronomie und der Einzelhandel. Wie in der Inneren Altstadt befinden sich viele Hotels und Restaurants in diesem Teil der Innenstadt Dresdens. Das größte Hotel ist das Hotel Bellevue der Westin-Hotelkette. Sowohl die Königstraße als auch die Hauptstraße bilden wichtige Einkaufspassagen im Dresdner Stadtzentrum.
Um den Carolaplatz zentrieren sich die Staatskanzlei und alle Ministerien des Freistaates Sachsen und bilden das Regierungsviertel. Derzeit sind dies acht Ministerien, die sich in mehreren historischen, aber auch neu erbauten Gebäuden befinden. Auch das Hauptstaatsarchiv befindet sich im Regierungsviertel.